# Escobaria cubensis
Escobaria cubensis,  el cactus enano de Holguín, nativa de Cuba es una especie endémica local en peligro crítico de extinción.

## Descripción
El cactus enano de Holguín está considerado a nivel mundial como una de las rarezas vegetales que debe ser protegida, puesto que es endémica de esta provincia cubana, es decir, solo allí puede observarse en su forma natural. Es muy raro encontrarlo en colecciones, porque es muy delicado, necesita  mucho sol, altas temperaturas y suelo drenado.
Ha sido registrado en la Lista Roja de la Flora Vascular Cubana como en peligro crítico de extinción, ya que sus poblaciones disminuyen a un ritmo acelerado. 
Debe su nombre a que no supera los 2,65 cm de altura y los 4,75 cm de diámetro, siendo la mayoría de los que se ven en el campo tan solo la mitad de estos valores. Se dispone a manera de parches sobre las rocas serpentinitas, la mayoría de las veces agrupados en colonias donde crecen unos encima de otros,  porque las semillas caen sobre su progenitor y allí germinan. Una persona no conocedora de su presencia solo podría verlo si es observadora, por lo que muchas veces se le puede pasar por encima sin darse cuenta. 
La raíz principal es carnosa- napiforme y puede alcanzar 68 mm de largo.
Sus flores son de color amarillo verdosas, y salen de la parte superior de la planta, no superan los 11 mm de altura, y algo curioso es que muchas veces la altura desde donde sale la flor hasta su extremo superior es mayor que la altura del cactus. Sus frutos son de color rojo, rosado y en un principio verde amarillosos y pueden contener hasta 35 semillas. 
Por tener un hábitat tan específico y por la negativa acción del humano, sus poblaciones disminuyen en número cada año.

## Taxonomía
Eriosyce cubensis fue descrita por (Britton & Rose) D.R.Hunt y publicado en Cact. Succ. J. Gr. Brit. 40(1): 13 (1978)
Etimología
Escobaria: nombre genérico otorgado en honor de los agrónomos mexicanos Rómulo Escobar Zerman (1882–1946) y Numa Pompilio Escobar Zerman (1874–1949).
cubensis epíteto geográfico que alude a su localización en Cuba.
Sinonimia
- Coryphantha cubensis Britton & Rose, 1912;
- Neobesseya cubensis (Britton & Rose) Hester, 1941;
- Neolloydia cubensis (Britton et Rose) Backeb, 1942[3]